# Felicitas Hübbe-Haunert
Felicitas Hübbe-Haunert (* 1. Oktober 1925 in Berlin; † 6. April 2006 ebenda; verehel. Domagalla, geb. Cielinski) war eine deutsche Lehrerin und Gründerin des Berliner Kinderchors.
Haunert begann 1945 in Berlin zu unterrichten. In ihrer ersten Schulklasse formierte sie eine Klassensingschar, aus der später der Berliner Kinderchor hervorging. Nach ersten Auftritten auf Berliner Konzertbühnen folgten Konzertreisen, Rundfunk- und Fernsehsendungen sowie Schallplattenproduktionen. Sie blieb bis 2000 Leiterin des Chors. In Seminaren und Weiterbildungsveranstaltungen des Berliner Sängerbundes gab sie ihre Erfahrungen weiter.

## Ehrungen
- 1976: Bundesverdienstkreuz am Bande
- 1990: Bundesverdienstkreuz 1. Klasse
- 1. Oktober 1995: Verdienstorden des Landes Berlin